# Martín Palermo
Martín Palermo (La Plata, 7 novembre 1973) è un allenatore di calcio ed ex calciatore argentino, di ruolo attaccante, tecnico dell'Olimpia.
Durante la sua carriera ventennale ha vestito le maglie di diverse squadre argentine e spagnole quali Estudiantes (LP), Villarreal, Real Betis, Alavés e Boca Juniors, legando il suo nome soprattutto a quest'ultima (di cui è il miglior marcatore di sempre); ha inoltre giocato quindici partite con la nazionale argentina.
Da giocatore, in totale ha vinto sei campionati argentini (1998, 1999, 2000, 2005, 2006, 2008), due coppe Libertadores (2000, 2007), due coppe sudamericane (2004, 2005), tre supercoppe sudamericane (2005, 2006, 2008) ed una coppa intercontinentale (2000).
Da allenatore, ha vinto un campionato paraguaiano (Clausura 2024 ).

## Biografia
Martín Palermo è nato a La Plata da una famiglia argentina di origini italiane (precisamente siciliane); anche suo figlio Ryduan è un calciatore.
Nel giugno del 2011 ha raccontato di essersi fatto aiutare da una psicologa per prevenire un possibile crollo psicologico dovuto al ritiro dal calcio.

## Carriera

### Giocatore

#### Club

##### Gli inizi, Estudiandes
Debutta nel 1991 con l'Estudiantes, squadra della sua città, con la quale esordisce nella massima serie argentina.

##### Boca Juniors
Dal 1997 fino al 2001 gioca nel Boca Juniors. Qui avviene la sua consacrazione: durante la Coppa Libertadores 2000 il Boca, guidato da Carlos Bianchi supera con i suoi gol i preliminari e, nella finale, batte ai rigori il Palmeiras. Quindi, nella Coppa Intercontinentale sigla la doppietta decisiva con cui il Boca batte 2-1 il Real Madrid e riceve il premio come miglior giocatore della manifestazione.
Queste sue prestazioni gli valgono la vittoria del Pallone d'oro sudamericano nel 1998. Con i gialloblù ha vinto inoltre il campionato d'Apertura nel 1999, nel 2000 e quello di Clausura nel 1999. In tutto registra 108 presenze, segnando 91 reti.

##### Villareal
Il suo rendimento in patria lo porta ad attirare l'attenzione di numerosi grandi club europei. Nel 1999 il suo trasferimento alla Lazio, già annunciato ufficialmente dal Boca Juniors, previsto per la riapertura del mercato a gennaio, salta a causa di un grave infortunio ai legamenti patito il 13 novembre.
Passa quindi al termine della stagione al Villarreal, dove resterà fino al 2003, collezionando 18 gol. Mentre festeggiava la segnatura di una rete, nel 2001, crollò sulla sua gamba destra, spinto dalla foga dei tifosi, un muretto che sosteneva un cartellone pubblicitario: frattura esposta di tibia e perone e sei mesi di stop.

##### Betis e Alavés
Tra il 2003 e il 2004 gioca, con scarsi risultati (un solo gol segnato), nel Betis e nell'Alavés, club al tempo militante in Segunda Divisiòn.

##### Ritorno al Boca e ritiro
Nel 2004 decide di terminare la deludente esperienza in terra spagnola e fa ritorno al Boca Juniors, dove è uno degli idoli dei tifosi. Nella sua seconda permanenza, ha vinto con i gialloblù il campionato di Apertura del 2006 e la Coppa Libertadores 2007.
Nell'agosto 2008 subisce un grave infortunio, la rottura dei legamenti del ginocchio destro, che lo costringerà a uno stop di circa 6 mesi. Il 5 ottobre 2009 ha segnato un goal di testa da 38 metri in Boca-Velez. Nel Torneo Clausura 2010 ha realizzato 10 gol in 19 partite. Tra questi, ricordiamo quello messo a segno il 2 marzo contro il Vélez Sársfield che è stato il gol nº 218 nel Boca, che gli ha permesso di raggiungere Roberto Cherro.
Con i due gol realizzati in seguito contro l'Arsenal de Sarandí, è diventato il più grande cannoniere della storia del club.
Il 15 maggio 2011 segna il definitivo 2-0 al minuto 31 contro il River Plate nel suo ultimo Superclasico. Il 13 giugno 2011 gioca contro il Banfield la sua ultima partita alla Bombonera, senza tuttavia riuscire a segnare un ultimo goal nel pareggio per 1-1. Il 18 giugno 2011 annuncia il suo ritiro dal calcio giocato, dopo una carriera durata 20 anni, iniziata nel 1991.

#### Nazionale
Con la Nazionale argentina ha giocato l'edizione del 1999 della Copa América. Durante il torneo, il 4 luglio 1999 riuscì nella singolare impresa di fallire tre calci di rigore nella stessa partita, persa 3-0 contro la Colombia (5 i rigori concessi in quella partita: gli altri due alla Colombia, che ne realizzò solo uno). In totale realizza 3 gol in 7 partite giocate.
Nel settembre del 2009 il CT argentino Diego Armando Maradona lo convoca per le ultime partite di qualificazione al Mondiale 2010, riportandolo così in nazionale dopo dieci anni. Il 30 settembre seguente realizza una doppietta in un'amichevole contro il Ghana, tornando così a segnare in nazionale a più di 10 anni di distanza dall'ultima volta. Il 10 ottobre 2009 segna il gol del 2-1 per l'Argentina al 93º minuto della partita contro il Perù, rete che consente alla squadra di Maradona di qualificarsi al mondiale. Palermo viene poi scelto dal CT per far parte della rosa dei 23 convocati per il Mondiale 2010 in Sudafrica. Il 22 giugno 2010, all'età di 36 anni, fa il suo esordio in una fase finale di un mondiale, nella terza partita del girone contro la Grecia (2-0), subentrando a Diego Milito all'80º minuto di gioco e segnando un gol dopo soli nove minuti dal suo ingresso in campo. Questa è stata la sua ultima partita giocata con la maglia della Nazionale argentina.
In totale con l'Albiceleste ha giocato 15 partite, segnando nove gol.

## Statistiche

### Cronologia presenze e reti in nazionale
| Cronologia completa delle presenze e delle reti in nazionale ― Argentina | Cronologia completa delle presenze e delle reti in nazionale ― Argentina | Cronologia completa delle presenze e delle reti in nazionale ― Argentina | Cronologia completa delle presenze e delle reti in nazionale ― Argentina | Cronologia completa delle presenze e delle reti in nazionale ― Argentina | Cronologia completa delle presenze e delle reti in nazionale ― Argentina | Cronologia completa delle presenze e delle reti in nazionale ― Argentina | Cronologia completa delle presenze e delle reti in nazionale ― Argentina |
| Data                                                                     | Città                                                                    | In casa                                                                  | Risultato                                                                | Ospiti                                                                   | Competizione                                                             | Reti                                                                     | Note                                                                     |
| ------------------------------------------------------------------------ | ------------------------------------------------------------------------ | ------------------------------------------------------------------------ | ------------------------------------------------------------------------ | ------------------------------------------------------------------------ | ------------------------------------------------------------------------ | ------------------------------------------------------------------------ | ------------------------------------------------------------------------ |
| 3-2-1999                                                                 | Maracaibo                                                                | Venezuela                                                                | 0 – 2                                                                    | Argentina                                                                | Amichevole                                                               | -                                                                        |                                                                          |
| 10-2-1999                                                                | Los Angeles                                                              | Messico                                                                  | 0 – 1                                                                    | Argentina                                                                | Amichevole                                                               | -                                                                        |                                                                          |
| 26-6-1999                                                                | Buenos Aires                                                             | Argentina                                                                | 0 – 0                                                                    | Lituania                                                                 | Amichevole                                                               | -                                                                        |                                                                          |
| 1-7-1999                                                                 | Luque                                                                    | Argentina                                                                | 3 – 1                                                                    | Ecuador                                                                  | Coppa America 1999 - 1º turno                                            | 2                                                                        |                                                                          |
| 4-7-1999                                                                 | Luque                                                                    | Argentina                                                                | 0 – 3                                                                    | Colombia                                                                 | Coppa America 1999 - 1º turno                                            | -                                                                        |                                                                          |
| 7-7-1999                                                                 | Luque                                                                    | Argentina                                                                | 2 – 0                                                                    | Uruguay                                                                  | Coppa America 1999 - 1º turno                                            | 1                                                                        |                                                                          |
| 11-7-1999                                                                | Ciudad del Este                                                          | Brasile                                                                  | 2 – 1                                                                    | Argentina                                                                | Coppa America 1999 - Quarti di finale                                    | -                                                                        |                                                                          |
| 9-9-2009                                                                 | Asunción                                                                 | Paraguay                                                                 | 1 – 0                                                                    | Argentina                                                                | Qual. Mondiali 2010                                                      | -                                                                        |                                                                          |
| 30-9-2009                                                                | Córdoba                                                                  | Argentina                                                                | 2 – 0                                                                    | Ghana                                                                    | Amichevole                                                               | 2                                                                        |                                                                          |
| 10-10-2009                                                               | Buenos Aires                                                             | Argentina                                                                | 2 – 1                                                                    | Perù                                                                     | Qual. Mondiali 2010                                                      | 1                                                                        |                                                                          |
| 26-1-2010                                                                | San Juan                                                                 | Argentina                                                                | 3 – 2                                                                    | Costa Rica                                                               | Amichevole                                                               | -                                                                        |                                                                          |
| 10-2-2010                                                                | Mar del Plata                                                            | Argentina                                                                | 2 – 1                                                                    | Giamaica                                                                 | Amichevole                                                               | 1                                                                        |                                                                          |
| 5-5-2010                                                                 | Neuquén                                                                  | Argentina                                                                | 4 – 0                                                                    | Haiti                                                                    | Amichevole                                                               | 1                                                                        |                                                                          |
| 24-5-2010                                                                | Buenos Aires                                                             | Argentina                                                                | 5 – 0                                                                    | Canada                                                                   | Amichevole                                                               | -                                                                        |                                                                          |
| 22-6-2010                                                                | Polokwane                                                                | Grecia                                                                   | 0 – 2                                                                    | Argentina                                                                | Mondiali 2010 - 1º turno                                                 | 1                                                                        |                                                                          |
| Totale                                                                   |                                                                          | Presenze                                                                 | 15                                                                       |                                                                          | Reti                                                                     | 9                                                                        |                                                                          |

## Palmarès

### Giocatore

#### Club

##### Competizioni nazionali
- Campionato argentino: 6

Boca Juniors: 1998, 1999, 2000, 2005, 2006, 2008

##### Competizioni internazionali
- Coppa Libertadores: 2

Boca Juniors: 2000, 2007
- Coppa Intercontinentale: 1

Boca Juniors: 2000
- Coppa Sudamericana: 2

Boca Juniors: 2004, 2005
- Recopa Sudamericana: 3

Boca Juniors: 2005, 2006, 2008

#### Individuale
- Calciatore sudamericano dell'anno: 1

1998
- Equipo Ideal de América: 2

1998, 2000

### Allenatore
- Campionato paraguaiano: 1

Olimpia: Clausura 2024